# 下野原新田村
下野原新田村（しものはらしんでんむら）は、愛知県丹羽郡にかつてあった村（町村制施行前の村）。
現在の扶桑町高雄北新田、南新田にあたる。

## 歴史
1672年（寛文12年）に完成した『寛文村々覚書』には「下野原新田」の名称はなく、当地域は下野村の中に含まれている。1841年（天保12年）の『天保村絵図』には「下野原新田一円御蔵入」と書かれ、下野村とは別に村絵図が作成され、庄屋、組頭なども下野村とは別人である。また、1849年（嘉永2年）頃に書かれた『下野原新田南組之覚』には「柱主和平」とあることなどから、下野原新田は下野村の枝郷であったことが分かる。下野原新田は1650年（慶安3年）に木津用水が完成して以後、新田開発が進み、1682年（天和2年）に新田となり、1727年（享保12年）に検地が行われていることから、この頃から下野村の枝郷として独立していったものと推定される。下野原新田の絵図には「見取所、見取場、見取、何々見取」と記された所が十数か所ある。これは開墾後新田として検地を受けても、新田並の収穫が得られないので毎年検地を受け、その収穫量によって「見取米」を収めていたしるしである。
現在の下野原新田は、国道41号線から眺めると一面の水田地帯である。京が堀、八筬田、天神前田、津くだなど、天保時代に付けられた地名が残っている。

## 沿革
- 1878年（明治11年）12月22日 - 下野村、犬山羽根村と合併し、高雄村となる。
- 1906年（明治39年）10月1日 - 高雄村の一部が山名村、豊国村、柏森村の一部と合併し、扶桑村発足。

## 地理

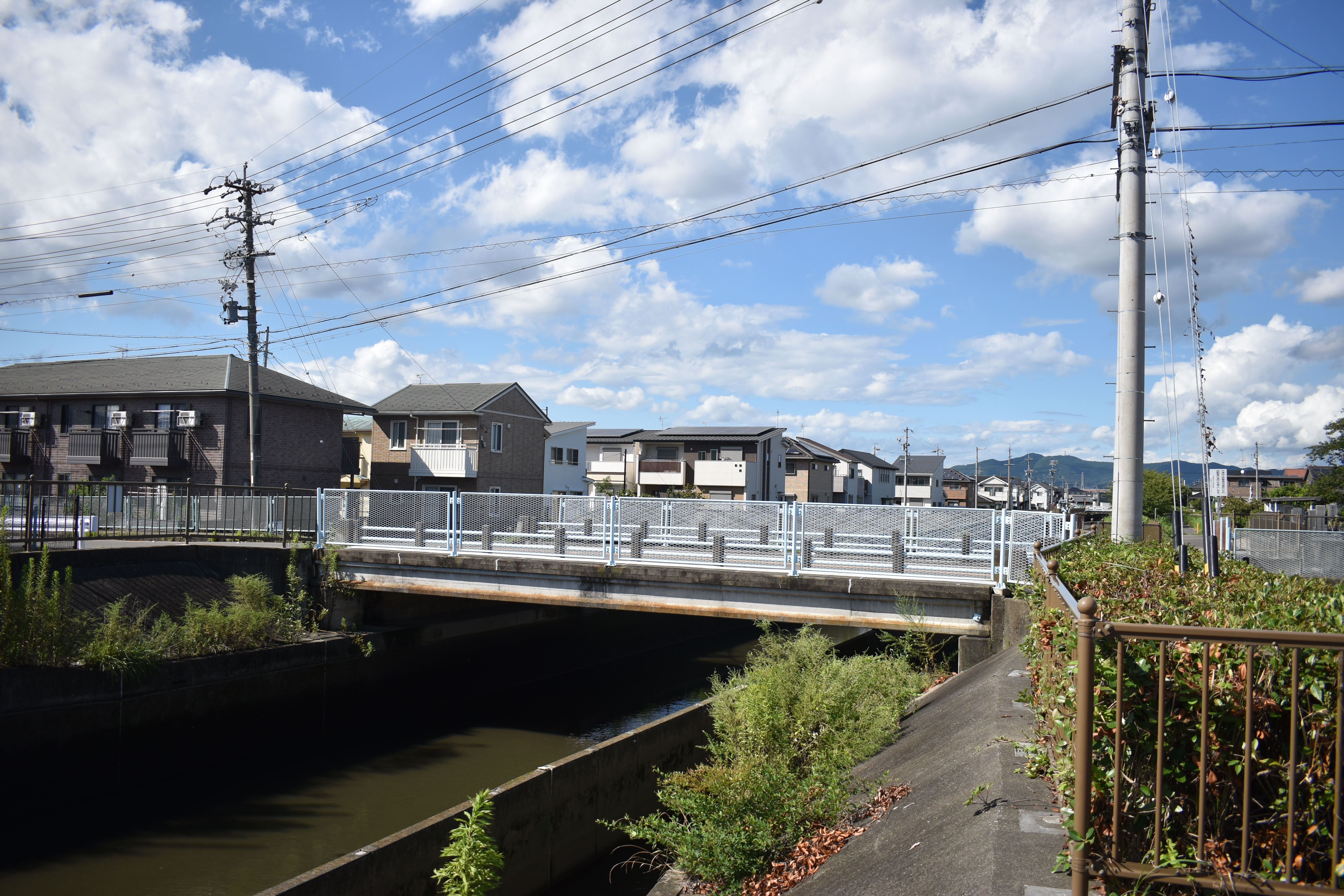
安穏寺橋と住宅街

『天保村絵図』を見ると、西側には南へ木津用水が流れ、東には橋爪方面より郷瀬川が東から南へと、村を挟むように流れ、その間に耕地がある。神明橋を渡ると、東と西へ幾条もの道が開けている。中央の安穏寺橋が下野原新田と橋爪村を結んでいる。人家の多くは木津用水の西側と、木津用水沿いに多く、やや離れて郷東あたりから、道塚のあたりに人が住んでいたようである。用水沿いに下野村神明と下野原氏神が祭られ、その隅に弁天境内がある。安穏寺橋の袂に観音堂境内があり、その隣には安穏寺境内と記されている。